# Момпероне
Момперо̀не (на италиански: Momperone; на пиемонтски: Mompron, Момпърон) е село и община в Северна Италия, провинция Алесандрия, регион Пиемонт. Разположено е на 279 m надморска височина. Населението на общината е 218 души (към 2010 г.).